# 톤네루즈
톤네루즈(とんねるず, Tunnels)는 이시바시 다카아키와 기나시 노리타케로 구성된 일본의 오와라이 듀오이다. 두 사람은 모두 도쿄도 출신으로 데이쿄 고등학교를 졸업했는데 재학 당시 이시바시는 야구부, 기나시는 축구부에서 활동했었다.
2008년부터 2010년까지 DJ OZMA와 함께 야지마 미용실이란 음악 그룹으로도 활동했다.

## 출연 방송
- 톤네루즈의 여러분 덕분입니다 (1997년 ~ , 후지 TV)